# Un lladre de quatre mans
Un lladre de quatre mans (títol original: Monkey Trouble) és una pel·lícula estatunidenca dirigida per Franco Amurri i estrenada l'any 1994. Ha estat doblada al català.

## Argument
Eva, una noieta de 9 anys, voldria tenir un animal de companyia, però la seva mare pensa que no és prou responsable i el seu sogre és al·lèrgic. Només pot tenir-lo a casa del seu pare que és pilot de línia. Un dia, Eva troba un mico caputxí que s'ha escapat del seu amo que el maltractava; li diu Dodger i decideix guardar-lo d'amagat. 

## Repartiment
- Thora Birch: Eva
- Harvey Keitel: Azro
- Mimi Rogers: Amy
- Christopher McDonald: Tom
- Adrian Johnson: Jack
- Julian Johnson: Jack
- Kevin Scannell: Peter
- Alison Elliott: Tessa
- Robert Miranda: Drake
- Victor Argo: Charlie
- Remy Ryan: Katie
- Adam LaVorgna: Mark
- Jo Champa: Annie
- John Lafayette: Cates

## Banda original
1. Sold for Me – (The Aintree Boys)
2. Posie – (The Aintree Boys)
3. Who Gets the Loot - (Josh Debear)
4. VB RAP - (Gee Boyz)
5. Girls - (Gee Boyz)
6. Monkey Shines - (Robert J. Walsh)